# Pistolet sygnałowy LXT
LXT – współczesny, francuski pistolet sygnałowy kalibru 40 mm. LXT jest zasilany nabojami o długości 100 mm i masie 132 g zawierającym gwiazdki o czasie palenia równym 6,5 s.